# Луїс Гомес де Аранда-і-Війєн
Луїс Гомес де Аранда-і-Війєн (нар. 1946) — іспанський дипломат, Надзвичайний і Повноважний Посол Королівства Іспанія в Україні. Одружений з українською перекладачкою та педагогом Оленою Курченко. Виховують спільну доньку.

## Біографія
Народився у 1946 р. в м. Руте, провінція Кордоба. Володіє англійською, французькою та німецькою.
З 1974 — співробітник МЗС Іспанії, член підготовчої Комісії з питання присутності Іспанії в Міжнародному суді.
З 1975 по 1979 — співробітник Посольства Іспанії у ФРН.
З 1979 по 1982 — співробітник Управління міжнародних економічних зв'язків, Управління Африки та Континентальної Азії МЗС Іспанії.
З 1982 по 1984 — радник-посланник Посольства Іспанії в СРСР.
З 1984 по 1990 — радник-посланник Посольства Іспанії в Аргентині.
З 1990 по 1992 — завідувач відділу інформатики Генерального секретаріату країн ЄС, завідувач відділу Середнього Сходу МЗС Іспанії.
З 1992 по 1997 — Генеральний консул Іспанії в Мюнхені.
З 1997 по 2001 — Надзвичайний і Повноважний Посол Іспанії в Об'єднаній Республіці Танзанія, за сумісництвом в Республіці Руанда та в Республіці Бурунді.
З 2001 по 2005 — призначений Надзвичайним і Повноважним Послом Королівства Іспанія в Україні.
3 2006 по 2011 — Генеральний консул Іспанії в Неаполі.
З 2011 по 2016 — Генеральний консул Іспанії у Штутгарті.